# Bandipura, Gundlupet
Bandipura là một làng thuộc tehsil Gundlupet, huyện Chamarajanagar, bang Karnataka, Ấn Độ.